# Річард Гордон
Річард Гордон (англ. Richard F. Gordon Jr.; 5 жовтня 1929, Сіетл, США — 6 листопада 2017, Сан-Маркос) — американський астронавт. Річард Гордон є однією  із 24 осіб, які долетіли до Місяця. У 1970 році був нагороджений медаллю NASA «За видатні заслуги». Здійснив два космічні польоти: пілот «Джеміні-11» (під час польоту здійснив вихід у відкритий космос) та пілот командного модуля «Аполлон-12» (залишався на орбіті навколо Місяця під час другої висадки людини на Місяць).

## Кар'єра у NASA

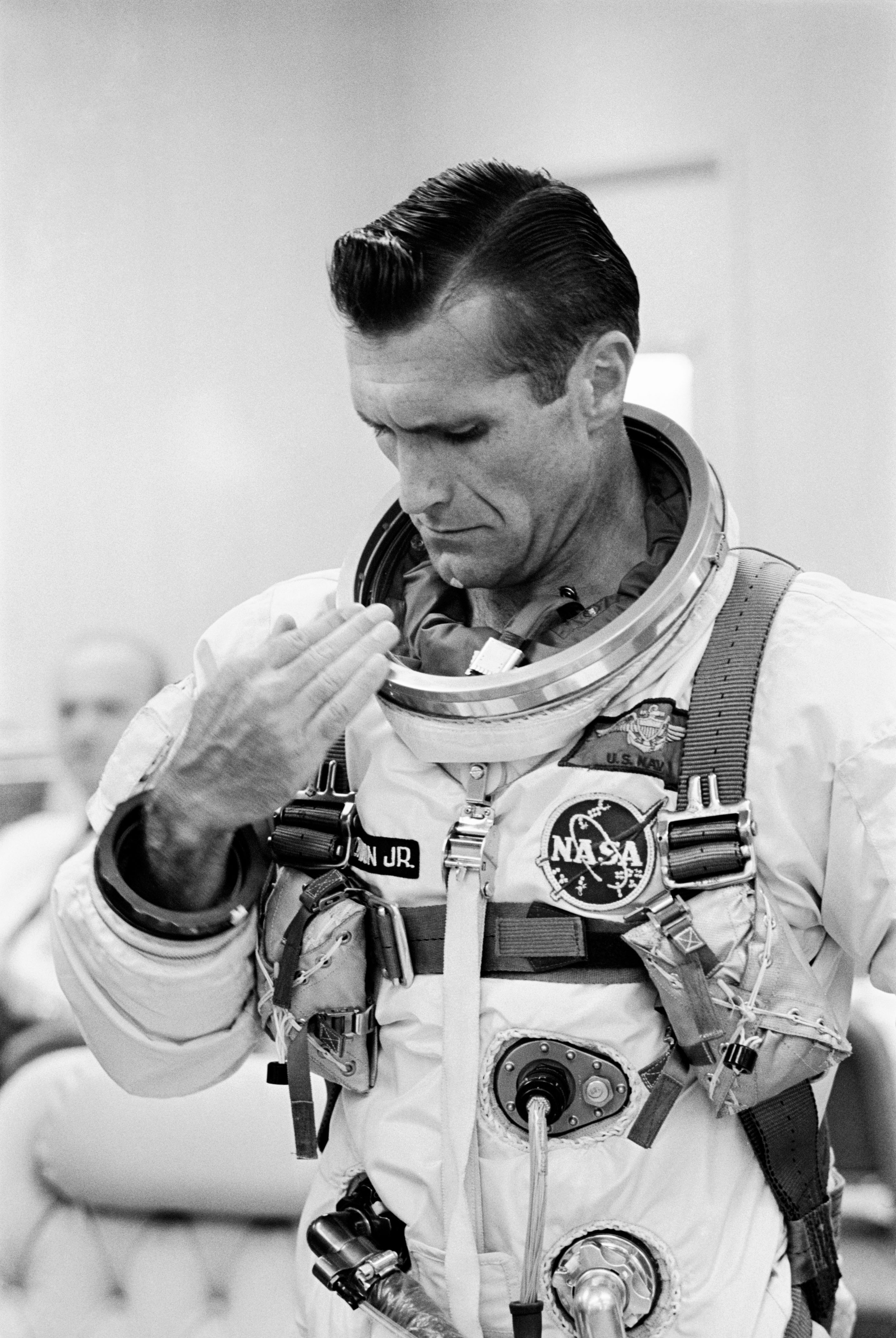
Гордон перед Джеміні-11

Річард Гордон брав участь у наборі астронавтів NASA — третя група космонавтів, у якій у жовтні 1963 року він став фіналістом.

#### Джеміні
Гордон служив резервним пілотом під час польоту Джеміні-8. У вересні 1966 року він здійснив свій перший космічний політ як пілот Джеміні-11, поряд із ним летів Піт Конрад. Гордон товаришував із Конрадом, який був його сусідом по кімнаті на носії «USS Ranger (CV-61)». Під час польоту Гордон виконав два виходи у відкритий космос, які включали приєднання троса до Agena та вилучення ядерного пакета з емульсією..

### Аполлон-9

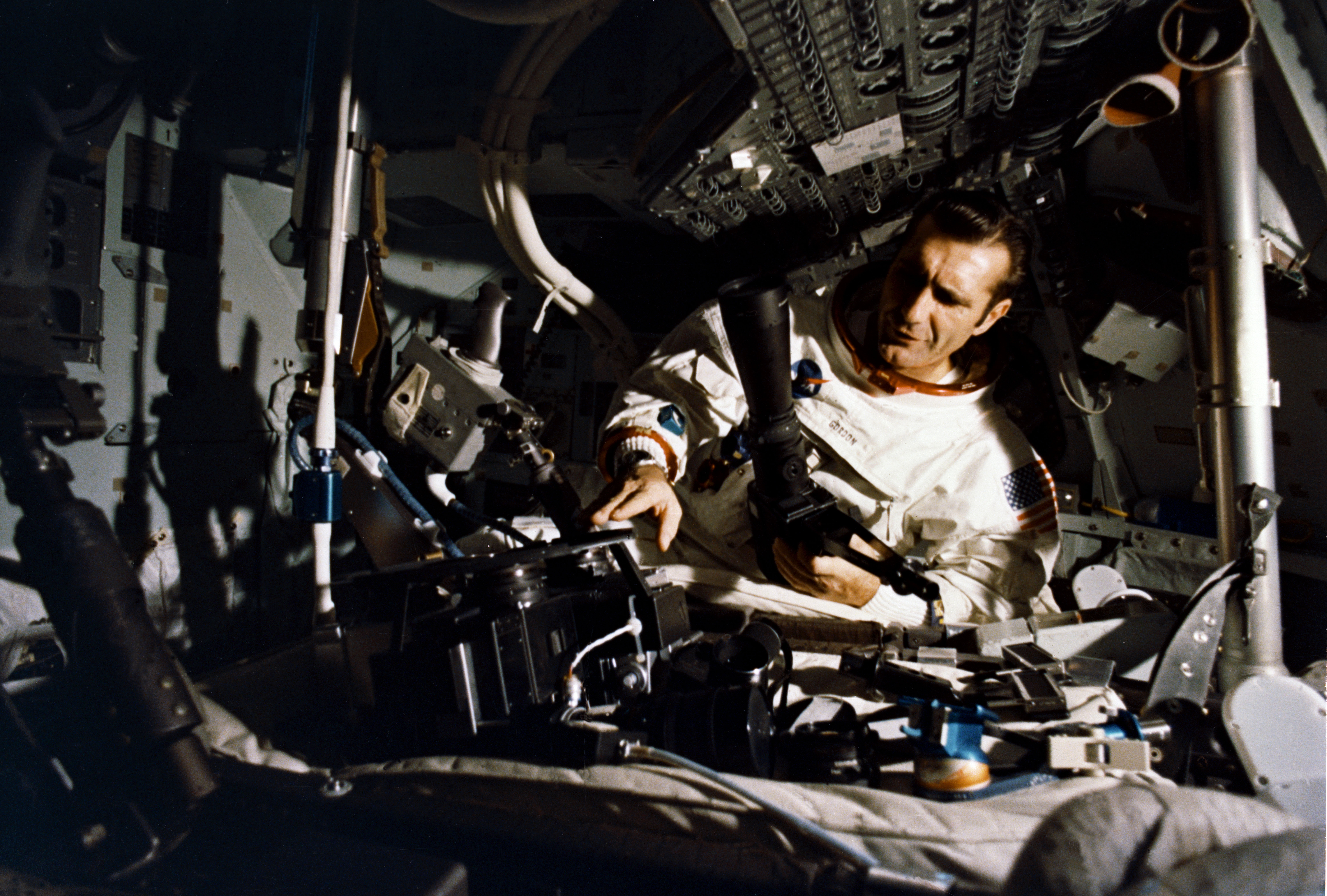
Гордон в командному модулі симулятора, навчання Аполлона 12

Гордон був згодом призначений пілотом командного резервного модуля Аполлон-9. У листопаді 1969 року він літав як пілот командного модуля з Аполлон-12 у другій пілотованій місії із Землі на Місяць. У той час інші члени екіпажу, Піт Конрад й Алан Бін, приземлились на Океан Бур, Гордон залишився на місячній орбіті на борту командного модуля, який робив необхідні картографічні знімки посадкових майданчиків для майбутніх місій.

## Джерело
- Офіційна біографія НАСА [Архівовано 23 листопада 2013 у Wayback Machine.](англ.)